# Douma (épique)
Pour les articles homonymes, voir Douma (homonymie).

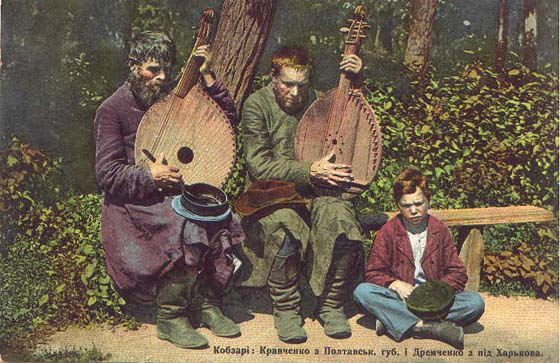
Kobzars interprétant des doumas.

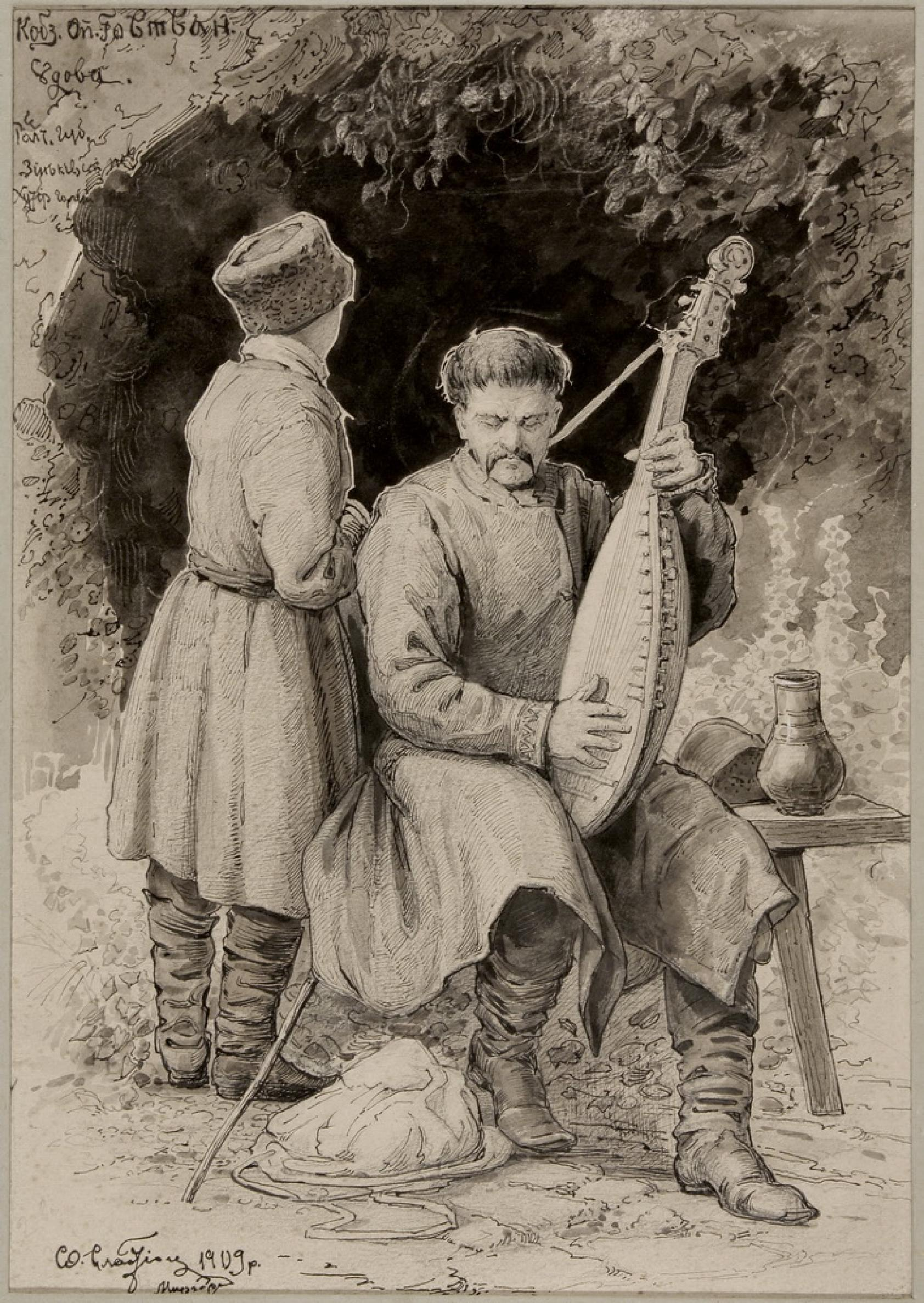
Kobzar au début du XXe siècle.

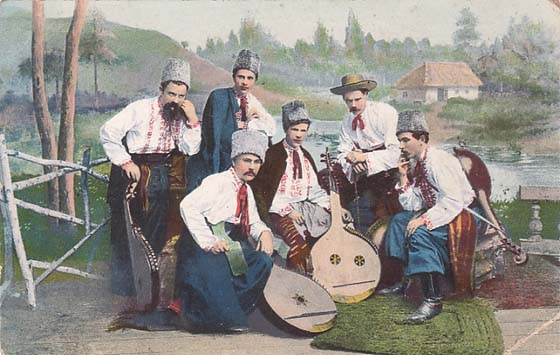
Musiciens kobzary en 1908.

La Douma (en ukrainien : дума, doumy au pluriel mais également doumas) est un poème épique chanté qui a pris naissance en Ukraine à l'époque des cosaques Hetmanate au XVIe siècle, basé sur des formes épiques antérieures de Kyivan ). Historiquement, les doumy étaient interprétés par des bardes cosaques itinérants appelés kobzari, qui s'accompagnaient sur un kobza, mais après l'abolition du régime Hetmanate par l'impératrice Catherine II de Russie. Par la suite, le chant épique est devenu le domaine des musiciens ambulants aveugles qui ont conservé l'appellation kobzar en accompagnant leur chant d'un instrument de musique ukrainien, le bandoura (rarement un kobza ) ou d'une vielle à roue.

## Historique
Les spécialistes établissent un lien entre la douma et les formes poétiques qui existaient en Ukraine au XIIe siècle. La douma serait le résultat de la synthèse du chant folklorique, fondement du genre, avec l'influence "livresque" (plus intellectuelle) qui apparut aux 16è et 17è siècles. On y trouve beaucoup de vocabulaire archaïque ainsi que des termes issus du vieux slavon d'église (langue liturgique). Les éléments de nature livresque auraient été introduits par des musiciens colporteurs au XVIIe siècle, dont l'inspiration individuelle est venue enrichir la créativité d'origine populaire.
La douma se distingue des autres poèmes du même type par le fait que la structure n'obéit pas à des règles établies et varie en fonction du récit, en utilisant des phrases syntaxiquement complètes, véhiculant chacune une idée bien déterminée. Le vers se compose de 4 à 40 syllabes, et la rime joue un grand rôle en établissant des liens entre les différentes strophes. La douma n'est pas vraiment chantée, mais plutôt psalmodiée, avec une mélodie ressemblant à une lamentation et soutenue par l'accompagnement d'un instrument tel que la bandoura, la kobza ou la lyra (vielle à roue).
Les doumy étaient des chansons construites autour d'événements historiques, dont beaucoup traitaient des actions militaires sous diverses formes.  Enchâssés dans ces événements historiques se trouvaient des éléments religieux et moralistes. Il y a des thèmes de la lutte des cosaques contre des ennemis de différentes confessions ou des événements survenus les jours de fête religieuse. Bien que les récits des doumas tournent principalement autour de la guerre, la douma elle-même ne favorise pas le courage au combat. La douma donne un message moral dans lequel on doit se conduire correctement dans les relations avec la famille, la communauté et l'église. 
Ostap Veressaï, ménestrel kobzar célèbre, et Taras Chevtchenko, écrivain et âme de l'Ukraine, sont notamment les représentants de cette forme chanté du poème épique.

## Sources
1. ↑  Revue des Deux Mondes (1829-1971) Troisième période, Vol. 9, No 4 (15 JUIN 1875), p. 801-835
2. ↑  Regards sur la culture ukrainienne
3. ↑  Taras Chevtchenko figure adulée de la nation ukrainienne